# Clariallabes heterocephalus
Clariallabes heterocephalus är en fiskart som beskrevs av Poll, 1967. Clariallabes heterocephalus ingår i släktet Clariallabes och familjen Clariidae. IUCN kategoriserar arten globalt som livskraftig. Inga underarter finns listade i Catalogue of Life.